# Theridion palmgreni
Theridion palmgreni là một loài nhện trong họ Theridiidae.
Loài này thuộc chi Theridion. Theridion palmgreni được Yuri M. Marusik & Tsellarius miêu tả năm 1986.